# Linea Namboku (metropolitana di Tokyo)
La linea Namboku (南北線?, Namboku-sen), ufficialmente conosciuta come "Line No.7 - Namboku Line", è una delle più recenti linee della metropolitana di Tokyo, gestita dall'operatore Tokyo Metro, a servizio della città di Tokyo, in Giappone. È contrassegnata dal colore smeraldo e le sue stazioni assumono una sigla in codice composta dalla lettera N seguita dal numero progressivo della stazione.

## Storia
Con circa 21,3 km di lunghezza, la linea Namboku Line è una delle più recenti linee del sistema metropolitano di Tokyo, dotata di avanzate tecnologie come l'automatismo dei treni e le porte di banchina. La linea fu inizialmente proposta nel 1968, ma i lavori di costruzione iniziarono solo negli anni ottanta, specialmente a causa di problemi di ordine legale con la linea Mita, gestita dalla Toei. La prima tratta fra Komagome e Akabane-Iwabuchi aprì il 29 novembre 1991.
Inizialmente le corse erano operate con treni a 4 carrozze, poi estesi a 6 con l'apertura dell'estensione alla stazione di Yotsuya. Tutte le stazioni possono accogliere treni fino a 8 carrozze, anche se al momento tale lunghezza non è ancora sfruttata.
L'estensione a Tameike-Sannō fu completata nel settembre 1997, e l'ultima tratta fino a Meguro il 25 settembre 2000. In questa data sono iniziate anche le corse dirette sulla linea Tōkyū Meguro. Nel marzo 2001 i treni hanno iniziato a continuare verso nord fino allo Stadio di Saitama per la Coppa del Mondo del 2002.

## Caratteristiche
I treni percorrono, oltre i due capolinea, i binari della linea Meguro della Tōkyū Corporation fino a Hiyoshi e quelli della Ferrovia Rapida di Saitama fino a Urawa-Misono. La porzione fra Shirokane-Takanawa e Meguro ha invece i binari condivisi con la linea Mita della Toei.

## Stazioni
| Numero | Stazione           | Giapponese   | Distanza (km) | Distanza (km) | Collegamenti | Posizione |
| Numero | Stazione           | Giapponese   | Interstazione | Totale        | Collegamenti | Posizione |
| ------ | ------------------ | ------------ | ------------- | ------------- | --- | --------- |
|        | Meguro             | 目黒         | -             | 0,0           | Linea Mita (I-01) (condivisa) ■ Linea Tōkyū Meguro (servizio diretto) ■Linea Yamanote                                     | Shinagawa |
|        | Shirokanedai       | 白金台       | 1,3           | 1,3           | Linea Mita (I-02) (condivisa)                                                                                             | Minato    |
|        | Shirokane-Takanawa | 白金高輪     | 1,0           | 2,3           | Linea Mita (I-03) (condivisa)                                                                                             | Minato    |
|        | Azabu-Jūban        | 麻布十番     | 1,3           | 3,6           | Linea Ōedo (E-22) | Minato    |
|        | Roppongi-Itchōme   | 六本木一丁目 | 1,2           | 4,8           | | Minato    |
|        | Tameike-Sannō      | 溜池山王     | 0,9           | 5,7           | Linea Ginza (G-06) Linea Marunouchi (Kokkai-Gijidō-mae: M-14) Linea Chiyoda (Kokkai-Gijidō-mae: C-07)                     | Chiyoda   |
|        | Nagatachō          | 永田町       | 0,9           | 6,6           | Linea Yūrakuchō (Y-16) Linea Hanzōmon (Z-04) Linea Ginza (Akasaka-Mitsuke: G-05) Linea Marunouchi (Akasaka-Mitsuke: M-13) | Chiyoda   |
|        | Yotsuya            | 四ツ谷       | 1,3           | 7,9           | Linea Marunouchi (M-12) ■ Linea Chūō Rapida ■ Linea Chūō-Sōbu                                                             | Shinjuku  |
|        | Ichigaya           | 市ケ谷       | 1,0           | 8,9           | Linea Yūrakuchō (Y-14) Linea Shinjuku (S-04) ■ Linea Chūō-Sōbu                                                            | Shinjuku  |
|        | Iidabashi          | 飯田橋       | 1,1           | 10,0          | Linea Tōzai (T-06) Linea Yūrakuchō (Y-13) Linea Ōedo (E-06) ■ Linea Chūō-Sōbu                                             | Shinjuku  |
|        | Kōrakuen           | 後楽園       | 1,4           | 11,4          | Linea Marunouchi (M-22) Linea Mita (Kasuga: I-13) Linea Ōedo (Kasuga: E-07)                                               | Bunkyō    |
|        | Tōdaimae           | 東大前       | 1,3           | 12,7          | | Bunkyō    |
|        | Hon-Komagome       | 本駒込       | 0,9           | 13,6          | | Bunkyō    |
|        | Komagome           | 駒込         | 1,4           | 15,0          | ■ Linea Yamanote | Toshima   |
|        | Nishigahara        | 西ケ原       | 1,4           | 16,4          | | Kita      |
|        | Ōji                | 王子         | 1,0           | 17,4          | ■Linea Keihin-Tōhoku Linea Toden Arakawa (Ōji-Ekimae)                                                                     | Kita      |
|        | Ōji-Kamiya         | 王子神谷     | 1,2           | 18,6          | | Kita      |
|        | Shimo              | 志茂         | 1,6           | 20,2          | | Kita      |
|        | Akabane-Iwabuchi   | 赤羽岩淵     | 1,1           | 21,3          | Ferrovia Rapida di Saitama (servizio diretto per Urawa-Misono)                                                            | Kita      |